# Флеминг, Гордон
Гордон Уильям Флеминг (англ. Gordon Flemyng; 7 марта 1934, Глазго, Шотландия — 12 июля 1995, Лондон, Великобритания) — британский телевизионный и кинорежиссёр
, сценарист, продюсер шотландского происхождения.
Отец актёра Джейсона Флеминга.
Как режиссёр снял 57 кино- и телефильмов, создал 2 сценария, выступил продюсером 3 кинолент, как актёр сыграл в одном фильме.
В 1978 году был номинирован на Премию Британской Академии в области телевидения.

## Избранная фильмография
- 1962 — Solo for Sparrow
- 1963 — Five to One
- 1963 — Just for Fun
- 1965 — Доктор Кто и Далеки
- 1966 — Вторжение далеков на Землю
- 1966 — The Baron (ТВ сериал)
- 1968 — Екатерина Великая
- 1968 — The Split
- 1970 — The Last Grenade
- 1985 — Flight into Hell